# Костолне
Костолне (словац. Kostolné) — село, громада округу Миява, Тренчинський край. Кадастрова площа громади — 10.11 км².
Населення 591 особа (станом на 31 грудня 2019 року).

## Географія
Протікає потік Костолник.

## Історія
Костолне згадується 1392 року.

## Населення
| Рік:            | 1994. | 2004.    | 2014.   | 2024.   |
| --------------- | ----- | -------- | ------- | ------- |
| Кількість осіб: | 718   | 640      | 601     | 621     |
| Різниця:        |       | -10,86 % | -6,09 % | +3,32 % |

| Рік:            | 2023. | 2024.   |
| --------------- | ----- | ------- |
| Кількість осіб: | 627   | 621     |
| Різниця:        |       | -0,95 % |